# سیارک ۲۴۹۳۵
سیارک ۲۴۹۳۵ (به انگلیسی: 24935 Godfreyhardy، نامگذاری:1997HP2) بیست و چهار هزار و نهصد و سی و پنجمین سیارک کشف شده‌است که در ۲۸ آوریل ۱۹۹۷ کشف شد.
قدر مطلق سیارک برابر ۱۱.۲ است.